# Stazione di Zona Industriale (Trento)
La stazione di Zona Industriale è una fermata ferroviaria della ferrovia Trento-Malé-Mezzana a servizio della zona industriale di Spini di Gardolo, una località a nord di Trento.
La gestione della struttura è di competenza dell'azienda provinciale Trentino Trasporti.

## Strutture e impianti
Si tratta di una fermata ferroviaria in piena linea con un unico marciapiede, protetto da due coperture di ferro e plastica. Il complesso è dotato di una tabella oraria elettronica.

## Movimento
L'impianto è una fermata a richiesta dei treni regionali Trentino Trasporti, ad esclusione di quelli denominati "diretti". Le destinazioni principali sono: Mezzocorona, Mezzolombardo, Cles, Malé e i capolinea di Mezzana e Trento FTM.